# Trigonia
Trigonia é um género botânico pertencente à família Trigoniaceae.

## Espécies
O gênero Trigonia possui 30 espécies reconhecidas atualmente.
- Trigonia bahiensis E.F. Guim., Miguel & Fontella
- Trigonia boliviana Warm.
- Trigonia bracteata Lleras
- Trigonia candelabra Lleras
- Trigonia cipoensis Fromm & E. Santos
- Trigonia coppenamensis Stafleu
- Trigonia costanensis Steyerm. & Badillo
- Trigonia echiteifolia Rusby
- Trigonia ehrendorferi Lleras
- Trigonia eriosperma (Lam.) Fromm & E.Santos
- Trigonia floccosa Rusby
- Trigonia hypoleuca Griseb.
- Trigonia kerrii Lleras
- Trigonia killipii J.F. Macbr.
- Trigonia laevis Aubl.
- Trigonia littoralis Miguel & E.F. Guim.
- Trigonia macrantha Warm.
- Trigonia microcarpa Sagot ex Warm.
- Trigonia nivea Cambess.
- Trigonia paniculata Warm.
- Trigonia prancei Lleras
- Trigonia reticulata Lleras
- Trigonia rotundifolia Lleras
- Trigonia rugosa Benth.
- Trigonia rytidocarpa Casar.
- Trigonia sericea Kunth
- Trigonia spruceana Benth. ex Warm.
- Trigonia subcymosa Benth.
- Trigonia villosa Aubl.
- Trigonia virens J.F. Macbr.